# チャイ・ポワ
チャイ・ポワ（斉 宝華、Chai Po Wa、1966年4月12日 - ）は香港の卓球選手。1995年には国際卓球連盟の世界ランクで3位になっている。
世界卓球選手権に1989年のドルトムント大会から1999年のアイントホーフェン大会まで6回連続出場、1991年の千葉大会ではシングルスでベスト8に入った。またドルトムント大会及び1995年の天津大会では女子団体で3位となった。
オリンピックにも2回出場し、バルセロナオリンピックの女子シングルスでベスト8に入った。アトランタオリンピック前には世界ランク5位で、ダブルスでは第3シードとなるなど香港選手団初のメダルが期待された。
また、1993年の全日空ジャパングランプリ女子シングルスで優勝している。
1995年にシンガポールで行われたコモンウェルスゲームではシングルス、ダブルス、混合ダブルス、団体の4種目で優勝した。